# Arnaud Di Pasquale
Arnaud Di Pasquale (Casablanca, 11 februari 1979) is een voormalig tennisspeler uit Frankrijk. Di Pasquale begon met tennis toen hij zeven jaar oud was. Zijn favoriete ondergrond is gravel en hardcourt. Hij speelt rechtshandig en heeft een enkelhandige backhand. Hij was actief in het proftennis van 1998 tot en met 2007.
Di Pasquale won een bronzen medaille op de Olympische Spelen van 2000 in Sydney.
Op de professionele ATP-tour won hij één titel, op het toernooi van Palermo in 1999.
Zijn beste enkelspelresultaat op de grandslamtoernooien is het bereiken van de vierde ronde. Zijn hoogste enkelspelnotering op de ATP-ranglijst is de 39e plaats, die hij bereikte in april 2000.

## Palmares

### ATP-finales enkelspel
| nr.              | finaledatum | toernooi      | ondergrond | tegenstander        | score         |         |
| ---------------- | ----------- | ------------- | ---------- | ------------------- | ------------- | ------- |
| Gewonnen finales |             |               |            |                     |               |         |
| 1.               | 1999-10-10  | ATP Palermo   | gravel     | Alberto Berasategui | 6-1, 6-3      | details |
| Verloren finales |             |               |            |                     |               |         |
| 1.               | 1998-09-20  | ATP Boekarest | gravel     | Francisco Clavet    | 2-6, 6-4, 5-7 | details |

## Prestatietabel grandslamtoernooien
| Legenda | Legenda                          |
| ------- | -------------------------------- |
| g.t.    | geen toernooi gehouden           |
| l.c.    | lagere categorie                 |
| –       | niet deelgenomen                 |
| G       | uitgeschakeld in de groepsfase   |
| 1R      | uitgeschakeld in de eerste ronde |
| 2R      | uitgeschakeld in de tweede ronde |
| 3R      | uitgeschakeld in de derde ronde  |
| 4R      | uitgeschakeld in de vierde ronde |
| KF      | uitgeschakeld in de kwartfinale  |
| HF      | uitgeschakeld in de halve finale |
| F       | de finale verloren               |
| W       | het toernooi gewonnen            |
| w-v     | winst/verlies-balans             |

### Enkelspel
| Toernooi        | 1998 | 1999 | 2000 | 2001 | 2002 | 2003 | 2004 |
| --------------- | ---- | ---- | ---- | ---- | ---- | ---- | ---- |
| Australian Open | –    | 1R   | –    | 1R   | –    | 1R   | –    |
| Roland Garros   | 1R   | 4R   | 1R   | 1R   | 4R   | –    | 1R   |
| Wimbledon       | –    | 1R   | 2R   | –    | –    | –    | –    |
| US Open         | 2R   | 1R   | 2R   | 1R   | –    | –    | 1R   |

### Mannendubbelspel
| Toernooi        | 1998 | 1999 | 2000 |    | 2002 |
| --------------- | ---- | ---- | ---- | -- | ---- |
| Australian Open | –    | –    | –    | –  |      |
| Roland Garros   | 1R   | 1R   | 1R   | 2R |      |
| Wimbledon       | –    | –    | –    | –  |      |
| US Open         | –    | –    | –    | –  |      |